# Adición sin y anti
En química orgánica, una adición sin consiste en la adición de dos sustituyentes sobre el mismo lado (o cara) de un enlace doble o triple. Una adición anti consiste en la adición de dos sustituyentes sobre lados opuestos (o caras) de un enlace doble o triple. Cualquiera de los dos procesos implica una disminución en el orden de enlace y un incremento en el número de sustituyentes. En general el sustrato es un alqueno o un alquino.
Una adición anti y una adición sin son, desde un punto de vista estereoquímico, lo opuesto.
Una eliminación sin es el proceso inverso (o reacción inversa) a una adición sin.
Una eliminación anti es el proceso inverso a una adición anti.